# Сальян (район)
Сальян (непальск. सल्यान जिल्ला) — один из 75 районов Непала. Входит в состав зоны Рапти, которая, в свою очередь, входит в состав Среднезападного региона страны. Административный центр — город Сальян.
Граничит с районом Рукум (на севере), районом Ролпа (на востоке), районом Данг (на юге), районами Джаяркот, Суркхет, Бардия и Банке зоны Бхери (на западе). Площадь района составляет 1462 км².
Население по данным переписи 2011 года составляет 242 444 человека, из них 115 969 мужчин и 126 475 женщин. По данным переписи 2001 года население насчитывало 213 500 человек. 97,7 % населения исповедуют индуизм; 1,28 % — христианство; 0,82 % — буддизм и 0,11 % — ислам.